# Mare Erythraeum

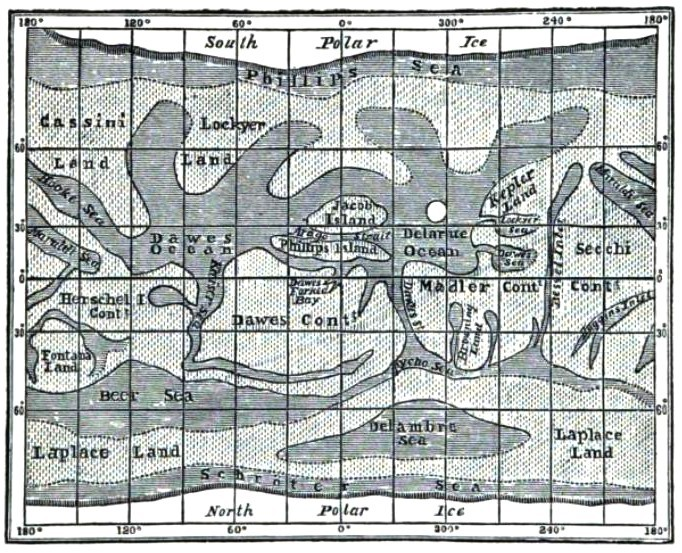
O mapa de Marte de Richard A. Proctor, que nomeou áreas de albedo em homenagem aos astrônomos. O norte está na parte inferior, visto através de um telescópio de inversão.

Mare Erythraeum  /ɛrɪˈθriːəm/  é uma região escura  muito grande de Marte que pode ser vista até mesmo por um pequeno telescópio. O nome vem do latim para o Mar da Eritreia, porque originalmente se pensava que era um grande mar de água líquida. Foi incluído no mapa de Marte de Percival Lowell de 1895.